# Achada Monte
Achada Monte es una villa caboverdiana del municipio de São Miguel.

## Geografía
La villa está situada en la isla de Santiago.

## Organización territorial
La villa abarca los lugares y barrios de:
- Achada Bolanha
- Achadona
- Bilimboa
- Chã de Cruz
- Chã Tomé
- Dacalinha
- Lém Ferreira
- Magima
- Manguinho
- Meio d'Achada
- Pedra Barro
- Ponta Manguino